# 男鹿胁本事件
男鹿胁本事件（日语：／ Ogawakimotojiken）是1981年於日本发现的北朝鲜情报机关间谍事件。

## 事件概要
1981年8月5日晚10点左右，警察在秋田县男鹿市的胁本海岸发现驾乘橡胶汽艇的三名可疑人物。当时虽然逮捕了一人，但另外两人乘坐汽艇逃走。
在之后的调查中，判明被逮捕的男性为和歌山县出生的在日韩国人李氏。李氏自工学院大学毕业后，虽就职于NGO团体，但于1981年1月左右成为了北朝鲜的情报人员。在之后的六个月中接受了情报人员的思想训练后，于7月5日前往北朝鲜接受谍报专门训练。经过一个月训练后，在偷渡入境日本的时候被发现并逮捕。
李氏的任务是对在日韩国-朝鲜人进行主体思想渗透。